# Гурмон, Реми де
Реми́ де Гурмо́н (фр. Remy de Gourmont, 4 апреля 1858, Базош-о-Ульм, Орн, Нижняя Нормандия — 27 сентября 1915, Париж) — французский писатель, эссеист, художественный критик.

## Биография
Из старинного аристократического семейства, одна из ветвей которого с XVI в. обосновалась в Париже, её представители занимались изданием и продажей книг. Блестяще окончил лицей в Кутансе. Учился праву в Кане, с 1879 года обосновался в Париже. Служил в Национальной библиотеке, начал печататься в журналах, публиковал научно-популярные книги на исторические темы. Его подругой и музой с 1886 года стала известная демимонденка Берта де Курьер, он изобразил её в нескольких произведениях, вел с ней страстную переписку. Подружился с Вилье де Лиль-Аданом, посвятил ему роман Сикстина (1890, прототипом заглавной героини была Берта де Курьер), познакомился с Гюисмансом, посещал «понедельники» Малларме. Стал одним из основателей журнала и издательства Меркюр де Франс, где сотрудничал до конца жизни, вошел в круг Рашильд. После анти-националистической статьи «Игрушечный патриотизм» (1891), написанной с симпатией к немецкой культуре и вызвавшей шумную полемику в прессе, был уволен из Национальной библиотеки, для него — несмотря на поддержку авторитетного Октава Мирбо — надолго закрылись страницы многих печатных изданий (через три года страну расколет дело Дрейфуса).
Заболел волчанкой, изуродовавшей его внешность и заставившей затвориться в собственной квартире, откуда он ненадолго выходил только в редакцию Меркюр де Франс и раз в год выезжал на несколько недель в Кутанс. Писателю остались только книги и творчество.
В 1910 года он познакомился с Натали Барни, страстно влюбился в неё, посвятил ей Письма к Амазонке (1914). Начал вместе с ней выходить из дома, отправился поездку по Нормандии. Но болезнь прогрессировала, последний удар ему нанесла война: большинство друзей ушли на фронт, редакция Меркюр на год закрылась. Умер от кровоизлияния в мозг, похоронен на кладбище Пер-Лашез.

## Наследие
Оставил обширное литературное наследие, во многом не изданное при жизни. Кроме нескольких книг стихов, многочисленных романов и новелл, драматических произведений, его составляют тома эссеистики, литературной критики и художественной хроники. Самым известным его сочинением стал сборник литературных портретов деятелей символистского движения Книга масок (1898, с гравюрами Ф. Валлотона, многократно переиздавалась).
Афоризмы и эпиграммы Реми де Гурмона расходились по устам, его суждения о современном искусстве были чрезвычайно авторитетными, а влияние на литературу и художественную жизнь прекрасной эпохи — огромным, причем не только во Франции, но и во всей Европе — в Англии (Э. Паунд, О. Хаксли, Р. Олдингтон, посвятивший ему книгу), в России (М. Волошин, Н. Гумилёв, М. Кузмин), Испании (Ортега-и-Гассет).

## Публикации на русском языке
- Леда и Джиоконда. М.: Посев, 1909
- Книга масок. СПб.: Грядущий день, 1913 (переизд.: Томск: Водолей, 1996)
- [Стихи]// Тень деревьев. Стихи зарубежных поэтов в пер. И. Эренбурга, М.: Прогресс, 1969, с.99-101
- [Стихи]// Поэзия французского символизма. М.: Изд-во МГУ, 1993, с.145-150